# Michal Handzuš
Michal Handzuš, född 11 mars 1977 i Banská Bystrica, Tjeckoslovakien, är en slovakisk professionell ishockeyspelare som spelar för Chicago Blackhawks i NHL.
Handzuš har tidigare spelat för NHL-lagen St. Louis Blues, Phoenix Coyotes, Philadelphia Flyers, Chicago Blackhawks, Los Angeles Kings och San Jose Sharks. Han har också representerat Slovakien i flera internationella turneringar. Han blev Stanley Cup-mästare med Chicago Blackhawks 2013.

## Statistik

### Klubbkarriär
| 1993–1994        | SK Banská Bystrica  | Slovakien Jr.    | 40  | 23  | 36  | 59  | –   | –  | –  | –  | –  | –  |
| 1994–1995        | SK Banská Bystrica  | 1. Liga          | 22  | 15  | 14  | 29  | 10  | –  | –  | –  | –  | –  |
| 1995–1996        | SK Banská Bystrica  | Slovakien Jr.    | 6   | 6   | 7   | 13  | 4   | –  | –  | –  | –  | –  |
| 1995–1996        | SK Banská Bystrica  | Extraliga        | 19  | 3   | 1   | 4   | 8   | —  | —  | —  | —  | —  |
| 1996–1997        | HK SKP Poprad       | Extraliga        | 44  | 15  | 18  | 33  | 24  | —  | —  | —  | —  | —  |
| 1997–1998        | Worcester IceCats   | AHL              | 69  | 27  | 36  | 63  | 54  | 11 | 2  | 6  | 8  | 10 |
| 1998–1999        | St. Louis Blues     | NHL              | 66  | 4   | 12  | 16  | 30  | 11 | 0  | 2  | 2  | 8  |
| 1999–2000        | St. Louis Blues     | NHL              | 81  | 25  | 28  | 53  | 44  | 7  | 0  | 3  | 3  | 6  |
| 2000–2001        | St. Louis Blues     | NHL              | 36  | 10  | 14  | 24  | 12  | —  | —  | —  | —  | —  |
| 2000–2001        | Phoenix Coyotes     | NHL              | 10  | 4   | 4   | 8   | 21  | —  | —  | —  | —  | —  |
| 2001–2002        | Phoenix Coyotes     | NHL              | 79  | 15  | 30  | 44  | 34  | 5  | 0  | 0  | 0  | 2  |
| 2002–2003        | Philadelphia Flyers | NHL              | 82  | 23  | 21  | 44  | 46  | 13 | 2  | 6  | 8  | 6  |
| 2003–2004        | Philadelphia Flyers | NHL              | 82  | 20  | 38  | 58  | 82  | 18 | 5  | 5  | 10 | 10 |
| 2004–2005        | Zvolen              | Extraliga        | 33  | 14  | 24  | 38  | 34  | —  | —  | —  | —  | —  |
| 2005–2006        | Philadelphia Flyers | NHL              | 73  | 11  | 33  | 44  | 38  | 6  | 0  | 2  | 2  | 2  |
| 2006–2007        | Chicago Blackhawks  | NHL              | 8   | 3   | 5   | 8   | 6   | —  | —  | —  | —  | —  |
| 2007–2008        | Los Angeles Kings   | NHL              | 82  | 7   | 14  | 21  | 45  | —  | —  | —  | —  | —  |
| 2008–2009        | Los Angeles Kings   | NHL              | 82  | 18  | 24  | 42  | 32  | —  | —  | —  | —  | —  |
| 2009–2010        | Los Angeles Kings   | NHL              | 81  | 20  | 22  | 42  | 38  | 6  | 3  | 2  | 5  | 4  |
| 2010–2011        | Los Angeles Kings   | NHL              | 82  | 12  | 18  | 30  | 20  | 6  | 1  | 1  | 2  | 0  |
| 2011–2012        | San Jose Sharks     | NHL              | 59  | 7   | 16  | 23  | 18  | —  | —  | —  | —  | —  |
| NHL totalt       | NHL totalt          | NHL totalt       | 903 | 178 | 279 | 457 | 466 | 72 | 11 | 21 | 32 | 38 |
| Extraliga totalt | Extraliga totalt    | Extraliga totalt | 96  | 32  | 43  | 75  | 42  | 17 | 5  | 10 | 15 | 6  |

### Internationellt

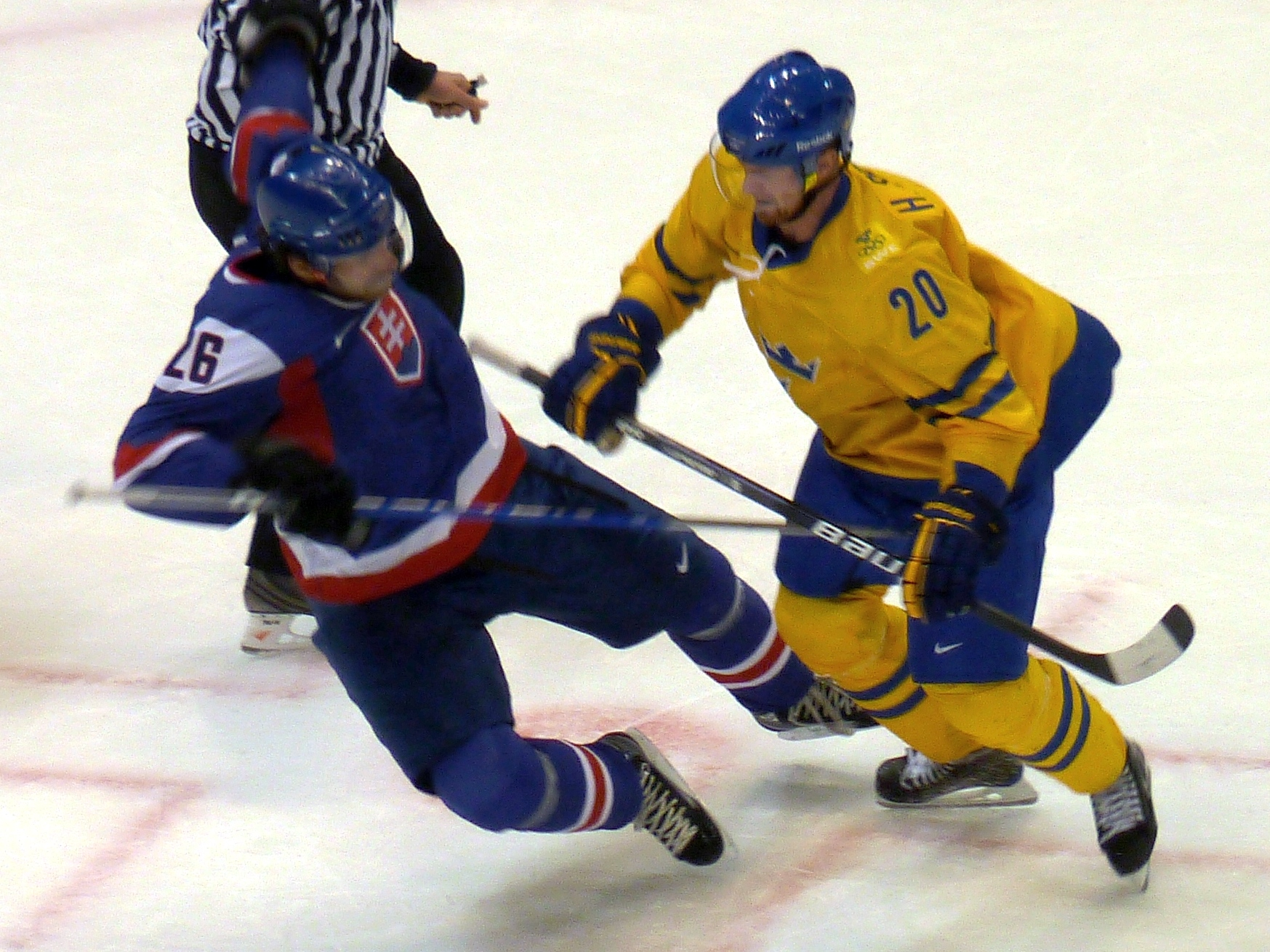
Michal Handzuš i en match mot Sverige i OS 2010 i Vancouver.

| År            | Lag           | Turnering     |    | Matcher | Mål | Assist | Poäng | Utv |
| ------------- | ------------- | ------------- | -- | ------- | --- | ------ | ----- | --- |
| 1995          | Slovakien     | JEM           | 5  | 5       | 3   | 8      | 4     |     |
| 1996          | Slovakien     | JVM           | 6  | 0       | 3   | 3      | 2     |     |
| 1997          | Slovakien     | JVM           | 6  | 2       | 4   | 6      | 2     |     |
| 2000          | Slovakien     | VM            | 6  | 1       | 4   | 5      | 4     |     |
| 2002          | Slovakien     | OS            | 2  | 1       | 0   | 1      | 6     |     |
| 2002          | Slovakien     | VM            | 6  | 1       | 4   | 5      | 4     |     |
| 2005          | Slovakien     | VM            | 7  | 3       | 0   | 3      | 2     |     |
| 2009          | Slovakien     | VM            | 6  | 0       | 4   | 4      | 6     |     |
| 2010          | Slovakien     | OS            | 7  | 3       | 3   | 6      | 0     |     |
| 2011          | Slovakien     | VM            | 5  | 0       | 2   | 2      | 0     |     |
| Junior totalt | Junior totalt | Junior totalt | 17 | 7       | 10  | 17     | 8     |     |
| Senior totalt | Senior totalt | Senior totalt | 39 | 9       | 17  | 26     | 22    |     |